# Theumella
Theumella là một chi nhện trong họ Gnaphosidae.